# Five Minute Love Story
Five Minute Love Story ist ein Kurzfilm von Robert Jenne aus dem Jahr 2011.
Er erhielt das Prädikat "besonders wertvoll" der Deutschen Film- und Medienbewertung und befindet sich seit 2013 im Verleih und Vertrieb von Interfilm Berlin.

## Handlung
Emma sitzt in einem Café und versteckt einen flüchtigen Taschendieb vor der Polizei, indem sie ihn in einen fiktiven Beziehungsstreit verstrickt. Als eine alte Dame den jungen Mann als den Dieb ihrer Tasche identifiziert wird die junge, zerbrechliche Beziehung getestet. Um den Dieb zu retten, muss sich die junge Frau auf all ihr Wissen berufen, dass sie sich durch Bücher und Filme angeeignet hat.

## Auszeichnungen
- Nominierung: Deutscher Nachwuchsfilmpreis 2011
- Publikumspreis: Festival im Stadthafen 2012
- Goldmedaille des Bundesverband Deutscher Film-Autoren

## Belege
1. ↑  Five Minutes Love Story. Breitwand, abgerufen am 20. Januar 2016.